# ژان فرانسوا پرون
ژان فرانسوا پرون (انگلیسی: Jean-François Péron؛ زادهٔ ۱۱ اکتبر ۱۹۶۵) بازیکن فوتبال اهل فرانسه است.
از باشگاه‌هایی که در آن بازی کرده‌است می‌توان به باشگاه فوتبال پورتسموث، باشگاه فوتبال لانس، باشگاه فوتبال کان، باشگاه فوتبال ایر یونایتد، باشگاه فوتبال استراسبورگ، باشگاه فوتبال ویگان اتلتیک، و باشگاه فوتبال والسال اشاره کرد.